# Унтермархталь
Унтермархталь (нем. Untermarchtal) — община в Германии, в земле Баден-Вюртемберг. 
Подчиняется административному округу Тюбинген. Входит в состав района Альб-Дунай.  Население составляет 933 человека (на 31 декабря 2010 года). Занимает площадь 5,61 км².